# Vladimír Bayer
Vladimír Bayer (* 1976) je dvojnásobný psychopatický vrah s agresivními povahovými rysy.
Byl 19. října 2001 odsouzen k doživotnímu trestu odnětí svobody. Zavraždil sedmiletou dívku, svou neteř, a to velmi trýznivým způsobem. Motivem činu byla msta za to, že jej opustila družka. 16. ledna 2001 dívku nenásilně přivedl do svého bytu, z vyučování ji nechal omluvit spolužačkami a přes její osobu vydíral členy rodiny, vyhrožoval smrtí, donutil dívku napsat dopis s prosbou o návrat jeho družky. Dívku trýznivým způsobem usmrtil a její tělo odnesl do kůlny za domem, kde žil.
Policisté i veřejnost po zmizelé pátrali, díky popisu spolužaček byl Bayer podezřelý. Po dvou hodinách od jejího zmizení byl zadržen v restauraci, spojitost se zmizením popíral a dobrovolně nechal prohledat svůj byt. Policisté se zaměřili pouze na přítomnost pohřešované, ne na stopy, proto Bayer zůstal na svobodě.
Po 17 hodinách pátrání se Bayer doznal k vraždě. Byl u něj nalezen další výhrůžný dopis, jeho matka doložila dopis psaný dívkou a protože se v minulosti dopustil vraždy, byl zadržen a během výslechu se doznal a řekl, kde ukryl tělo. Snažil se sice čin přesto zapřít, či svést na někoho jiného. Vymyslel si několik falešných důkazů o vrahovi, nicméně kriminalisté případ uzavřeli s Bayerem jako pachatelem.
Bayer je dle psychologického posudku osobnost s mírně podprůměrným IQ 82, s absencí citu, nízkou mravní, sociální úrovní a nízkou motivací. Duševní choroba ani sexuální deviace zjištěna nebyla. V roce 1993 byl odsouzen jako mladistvý k odnětí svobody ve výši sedmi let, za spáchání loupežné vraždy důchodce. Byl jedním ze tří pachatelů. Po pěti letech trestu byl propuštěn za dobré chování.
Po spáchání druhé vraždy byl v roce 2001 odsouzen k doživotnímu trestu. Trest vykonává ve věznici Valdice. Trpí nevyléčitelnou chorobou (rakovina), která však nijak jeho činy neovlivnila.